# Луцій Кассій Лонгін (консул 11 року)
Луцій Кассій Лонгін (лат. Lucius Cassius Longinus; 43 рік до н. е. — 18/19 роки н. е.) — політичний діяч ранньої Римської імперії, консул-суффект 11 року. Відомий суворістю й дотриманням старовинних звичаїв та традицій.

## Життєпис
Походив з роду нобілів Кассіїв. Син Луція Кассія Лонгіна, легата. Про молоді роки мало відомостей. У 11 році став консулом-суффектом. Входив до колегії Арвальських братів. Ймовірно не відігравав якоїсь провідної ролі у політичному житті, повністю підтримуючи імператорів.

## Родина
Дружина — Елія
Діти:
- Луцій Кассій Лонгін, консул 30 року.
- Гай Кассій Лонгін, консул-суфект 30 року.